# Острів Хірадо
Острів Хірадо (яп. 平戸島, ひらどしま, хірадо сіма) — острів в Японії, в західній частині Японського архіпелагу. Розташований на заході префектури Нагасакі, в Східнокитайському морі. Площа становить 163,42 км². Має горстоподібну форму. Відрізаний від міста Хірадо, до якого належить адміністративно, протокою Хірадо. Через протоку проведено великий міст Хірадо. Основою економіки є сільське господарство, зокрема вирощування мандаринів, розведення хірадоських м'ясних корів, а також вирощування штучних перлів.